# Etrema scalarina
Etrema scalarina é uma espécie de gastrópode do gênero Etrema, pertencente à família Clathurellidae.